# Санта-Мария (вулкан)
Санта-Мария — большой действующий стратовулкан. Находится в западной Гватемале, недалеко от города Кесальтенанго. Высота над уровнем моря — 3772 метра. Первые извержения начались приблизительно 30 тысяч лет назад.
Первое зарегистрированное извержение произошло в октябре 1902 года, до этого вулкан был бездействующим по крайней мере в течение 500 лет. Извержение началось в стороне от старого жерла, сформированный им новый вулканический конус получил название «Сантьягуито». В результате извержения была сильно разрушена часть одной стороны вулкана. Были выброшены от 5,5 до 8 км³ вулканического материала. Взрыв был слышен за 800 км в Коста-Рике. Столб пепла поднялся на 28 км. Погибло около 6 тысяч человек.
Извержению вулкана Санта-Мария, одному из трёх в XX веке (вместе с извержениями Пинатубо в 1991 году и Катмай в 1912 году), был присвоен коэффициент эксплозивности 6.